# (17891) Buraliforti
(17891) Buraliforti est un astéroïde de la ceinture principale.

## Description
(17891) Buraliforti est un astéroïde de la ceinture principale. Il fut découvert le 6 mars 1999 à Prescott (Arizona) par Paul G. Comba. Il présente une orbite caractérisée par un demi-grand axe de 2,55 UA, une excentricité de 0,26 et une inclinaison de 11,9° par rapport à l'écliptique.

## Compléments